# دانيال سانت بيير
دانيال سانت بيير (بالإنجليزية: Daniel St. Pierre)‏ هو فنان التصميم ‏ ومخرج أمريكي، ولد في القرن العشرين.

## وصلات خارجية
- دانيال سانت بيير على موقع IMDb (الإنجليزية)
- دانيال سانت بيير على موقع أول موفي (الإنجليزية)
- دانيال سانت بيير على موقع بوكس أوفيس موجو (الإنجليزية)
- دانيال سانت بيير على موقع قاعدة بيانات الأفلام السويدية (السويدية)
- دانيال سانت بيير على موقع قاعدة بيانات الفيلم (الإنجليزية)
- دانيال سانت بيير على موقع كينوبويسك (الروسية)
- دانيال سانت بيير على موقع كينوبويسك (الروسية)